# Corrida Internacional de São Silvestre de 1950
A Corrida Internacional de São Silvestre de 1950 foi a 26ª edição da prova de rua, realizada no dia 31 de dezembro de 1950, no centro da cidade de São Paulo, a largada aconteceu as 23h44m, a prova foi de organização da Cásper Líbero e A Gazeta Esportiva.
O vencedor foi o belga Lucien Theys, com o tempo de 22m37.

## Percurso
Praça Oswaldo Cruz esquina com a Av. Paulista até o Edifício Palácio da Imprensa – Rua da Conceição, com 7.300 metros.

## Resultados

#### Masculino
- 1º Lucien Theys (Bélgica) - 22m37s

### Participações
- Participantes: 1558 atletas
- Chegada: 707 atletas.[3]

## Ligações Externas
- Sítio Oficial (em português)